# Библиотека града Београда
Библиотека града Београда (БГБ) је градска библиотека, по типу и функцијама јавна и матична, највећа позајмна библиотека у Србији. Основана је 1931]. године, али своје историјске почетке има већ у 19. веку. Године 1986. Библиотека града Београда бива пресељена у адаптирану зграду у Кнез Михаиловој 56, у центру Београда, где се и данас налази. Године 1994. добила је статус матичне библиотеке за подручје града Београда. Данас се у њеном саставу налази тринаест општинских библиотека са територије града Београда.
Библиотека располаже фондом од близу 1.800.000 јединица. У састав Библиотеке улази укупно 78 објеката, укупне површине од око 13.000 m², и то: 1 централна зграда са 7 дислоцираних објеката и 13 општинских библиотека са 52 огранка, 2 одвојена дечја одељења и 3 пункта.
Библиотека има преко 100.000 чланова.

## Историјат

### Предуслови за оснивање библиотеке
Још од времена када је Београд постао престоница јављали су се захтеви да Општина града Београда подигне Народни дом у коме би биле смештене читаоница и библиотека. Пре Првог светског рата постојала је у Општини стручна библиотека, која је од 1929. године била смештена у једној соби и служила за службене потребе ове установе. Од 1922. до 1929. године у буџету је издвајан новац који је требало да омогући да се ова библиотека среди и преузме функцију јавне библиотеке. Године 1929. наглашено је да је једна од првих потреба града оснивање општинске библиотеке, па је средином исте године започето систематско сређивање постојећег књишког фонда у Општини. Исте те године потпредседник Општине постао је др Милосав Стојадиновић, који се већ залагао за рад савремене општине и на пољу културе, па је зато, по ступању на ову дужност, посветио нарочиту пажњу организовању и отварању Библиотеке и Музеја. Организовању и развоју Библиотеке помогао је и тадашњи шеф Културног одсека Сима Пандуровић. Године 1929. такође је, први пут у историји Општине, у буџету предвиђено место библиотекара. Одлука да се, за потребе града, оснују општинска библиотека и музеј донета је 24. октобра 1930. године. На место библиотекара је постављена др Марија Илић Агапова, која је две године касније, 30. септембра 1932. године, постављена за библиотекара-управника.

### Оснивање
Библиотека и Музеј отворени су 11. јануара 1931. године и на тај дан свечано су освећени. Овим чином Београд добија модерну градску библиотеку, читав један век након првог Београдског читалишта. По угледу на савремене европске библиотеке, књиге су сређене према принципима децималне класификације, организују се први стручни библиотекарски курсеви. Исте године, отворена је и прва Читаоница за децу у Југославији.
Библиотеку су могли да користе сви, а књиге су издаване уз легитимацију (чланску карту). Коришћење књига је било бесплатно, а за књиге које су се износиле ван Библиотеке плаћала се кауција. Израда самих легитимација се плаћала. На дечјим легитимацијама била је илустрација коју је израдила Бета Вукановић и извод из женевске Декларације дечјих права из 1924.
Крајем 1932. године Библиотека и Музеј се из општинских просторија селе у Косовску бр. 39. Обе установе смештене су у просторије на 2. и 3. спрату. Већ 1933. године Библиотека Општине града Београда (како се од почетка звала) је постигла завидно место међу другим библиотекама у Београду (Универзитетска, Војна, Библиотека Народне скупштине...) и према извештају Управе београдске секције Друштва југословенских библиотекара, она је спадала међу „највеће и најуређеније библиотеке у Београду”.
После више сеоба Општина је откупила зграду у улици Кнегиње Љубице 1, данашњој Змај Јовиној и у мају 1935. године Библиотека и Музеј се досељавају у ову зграду. Осим Музеја касније је у састав библиотеке ушао и Архив града. Музеј се издвојио 1941. године, а Архив 1947.
Немачко бомбардовање, 6. априла 1941, наноси Библиотеци непроцењиву културну и материјалну штету. Од запаљивих бомби је изгорео кров и последњи спрат. У току рата радила је Дечја библиотека, а за остале кориснике библиотека је отворена почетком 1943. године.

### Период после Другог светског рата
После Другог светског рата Библиотека започиње са нормалним радом 18. јануара 1945. године. Фонд од 22.000 књига је обновљен и већ 1948. имао је 39.813 књига. Једно време у саставу Библиотеке града Београда била је и Библиотека Централног већа синдиката Југославије, која је 1953. предата Радничком универзитету.
Библиотека града Београда до 1953. године није имала развијену унутрашњу структуру, али 1954. формирана су одељења, а 1955. је основан Библиотечки центар (у почетку назван Стручни центар за библиотеке београдског среза). Тежња је била да се на тај начин створи јединствена мрежа популарних библиотека по општинама. Према Закону о библиотекама, Библиотека града Београда је од 1961. године одређена за матичну библиотеку за подручје града. Већ следеће године ова мрежа библиотека показала се као најбољи начин пословања библиотека у Србији и то искуство користиле су многе популарне библиотеке у СФРЈ.
Средином шездесетих година први пут је обједињена набавка за целу мрежу а сваки двадесети Београђанин је члан Градске библиотеке. Постојеће просторије у Змај Јовиној улици су већ претесне, па средином седамдесетих Библиотека града добија на коришћење зграду у Кнез Михаиловој 56, некадашњи хотел Српска круна. Радови на уређењу зграде потрајаће читаву деценију.
У међувремену, уводи се слободан приступ књигама у Општем позајмном одељењу. Следећи савремена светска искуства и Дечја одељења преуређују своје фондове, књиге се сређују према узрасту детета коме су намењена.
Започиње се са радом на библиографији књига о Београду. Библиотека града издаје књигу превода страних путописа о Београду XIX века, потом и Приповетке о Београду, својеврсну кратку историју Београда у причама итд. Број књижевних програма и изложби књига под окриљем Библиотеке сваке године расте.

### Напокон у новој згради
У октобру 1986. Библиотека се усељава у нови простор, у зграду некадашњег хотела Српска круна у Кнез Михаиловој улици, број 56, у. Нову зграду Библиотеке града Београда свечано је отворила песникиња Десанка Максимовић, а Библиотека града Београда постаје прва јавна компјутеризована позајмна библиотека у земљи.

### Интеграција Општинских библиотека у мрежу Библиотеке града Београда
Прва иницијатива о заједничком раду и сарадњи Библиотеке града и Општинских библиотека појавила се још 1968. године, када је сачињен и први елаборат о интеграцији. Иако овај елаборат никада није реализован, идеја о интеграцији никада није напуштена. Већ 1977. основане су Удружене народне библиотеке, а 1982. Одлуком Скупштине града, Библиотеци града Београда поверено је вршење матичне функције за све народне библиотеке на територији Београда.
После одржаног референдума, 9. јануара 1989. године, радници 12 од 16 општинских библиотека (а касније још две) изјаснили су се за интеграцију, чиме је Библиотека града Београда постала јединствена библиотечка мрежа.

### Последња деценија 20. века
Деведесетих година XX века осетно је опао број уписаних чланова и набављених наслова, али је број прочитаних књига остао готово исти. У овом периоду, Библиотека града Београда, заједно са мрежом општинских библиотека, има најразвијенији културно-образовни рад у библиотекарству Србије. Започето је систематско праћење читалачке популације Београда. Од 1991. године отпочиње објављивање листа Новине београдског читалишта.
Без прекида рада са публиком, 1997. је започета ревизија Општег фонда. У Кнез Михаиловој улици је почела са радом Интернет читаоница. Уграђена је електронска заштита фонда у слободном приступу.

### Библиотека града Београда у 21. веку
Током 2001. године обављен је велики број значајних послова, како у стручном погледу, тако и у смислу ефикаснијег и рационалнијег пословања. Народна библиотека је извршила стручни надзор над радом Библиотеке града Београда. Значајна финансијска помоћ Скупштине града допринела је решавању проблема смештаја Периодике.
Дана 11. јануара 2001. свечано је обележен јубилеј, седамдесет година од оснивања Библиотеке града Београда. Тим поводом је објављена књига одабраних радова Марије Илић-Агапове, прве управнице Библиотеке и установљена награда најбољем библиотекару Београда названа њеним именом. Две године доцније, у оквиру прославе Дана Београда отворено је реновирано Одељење старе и ретке књиге и књиге о Београду – Завичајно одељење, у Змај Јовиној 1. У јулу исте године, у оквиру пројекта Лепша Србија / Beautiful Serbia, као прва, обновљена је фасада Библиотеке града Београда у Кнез Михаиловој 56. Први пут, после више година, достигнут је стандард оптималне набавке књига за све фондове градских библиотека.
Довршени су и објављени резултати вишедеценијских пројеката, други том Грађе за библиографију југословенске и стране књиге о Београду (2003) и двотомна монографија Улице и тргови Београда (2004/5). Београђани први пут на једном месту могу наћи податке о простирању, хронологији именовања и називима улица и тргова Београда.

## Простори

### Зграда
Библиотека града Београда се од октобра 1986. године налази у Кнез Михаиловој улици, број 56, у згради некадашњег хотела Српска круна. Хотел је изграђен око 1867. године као најмодернији, најрепрезентативнији и најбоље опремљен хотел у Београду тог времена. Највероватније га је саградила породица имућних трговаца Крсмановића.
У развоју београдске архитектуре зграда хотела Српска круна стоји на почетку интензивног процеса европеизације Београда у другој половини 19. века. Архитектура зграде је еклектична са елементима ренесансног и других стилова. У стручној литератури стилске карактеристике зграде тумачене су на два различита начина. Архитекта Богдан Несторовић сматра да је зграда у мирном еклектичком ренесансу, док је историчарка уметности Гордана Гордић мишљења да је зграда саграђена у романтичарском духу. Пројектант зграде није познат.
Зграда има правоугаону основу са три уличне фасаде. Композиција зграде обликована је око централног и правоугаоног дворишта, данас приметна у Галерији Атријум. Конструкција зграде указује на ренесансне узоре. Основни стилски елеменат је карактеристичан тип прозора који се лучно завршавају са богатом пластичном декорацијом. Први спрат украшен је и са два балкона са гвозденом оградом, чији облик указује на романтизам. Зграда има богат кровни венац и сегментни лук изнад улазних врата. Прочеља хотела красила је декоративна пластика у неостилским облицима, којима је обиловао 19. век. Зграда је преуређена 1986. за потребе Библиотеке града Београда, по пројекту Светислава Вученовића.
Хотел Српска круна је имао простране засведене дворане за кафану, ресторан и пивницу, собе на спрату и складишта у подруму. У приземљу хотела налазиле су се кафана, билијарска соба, читаоница за дневну штампу и трпезарија, чији су се прозори и врата отварали на веранду с погледом на парк. Ова тераса према парку је нарочито привлачила госте, тако да је у летњим месецима било тешко овде наћи место. Године 1908. у водичу Београда забележено је да је Српска круна имала 17 соба и да је била хотел првог реда у којем су одседали странци и наш имућан свет. Три пута недељно организовани су концерти у хотелу. У њему су се одржавали и тајни састанци масона.
Зграда је до данас сачувала свој некадашњи изглед. Поред лепоте, додатно је оплемењује и локација на којој се налази: сам крај Кнез Михаилове улице који се граничи са улазом у парк Калемегдан.

### Римска дворана
Приликом адаптације зграде Библиотеке града Београда у периоду од 1983. до 1986. године, спуштањем нивоа пода подрумских просторија, откривени су остаци старије грађевине. Археолози су установили да се ради о делу темеља бедема и једне куле главне капије римског утврђења лоцираног у Горњем граду Београдске тврђаве. Ово важно откриће променило је пројектни план тако да је уместо депоа за књиге Библиотека добила Римску дворану, намењену јавним скуповима.
Место изнад ушћа Саве у Дунав, на крају тзв. београдске греде, због добре прегледности већег дела границе моћног римског царства са варварским земљама, изабрано је за изградњу војног логора. Почетком II века сталну посаду чинила је legia IV Flavia која је остала у њему све до краја IV или првих деценија V века. Утврђени војни логор – каструм, о којем је овде реч, зидан је ташмајданским каменом негде крајем II или почетком III века, трапезасте основе, површине око 20 хектара. Грађен по свим правилима римске војне архитектуре, логор спада међу веће објекте те врсте у овом делу границе. Његове капије су биле штићене са по две четвртасте куле. Између улица Тадеуша Кошћушка и Париске протезао се југоисточни бедем са јужном, главном капијом логора (porta decumana) од које је водила главна улица до северне капије. Једна кула ове капије нађена је испод споменика Милану Ракићу на крају Кнез Михаилове улице. Остаци друге, источне куле налазе се у Римској дворани. Поред ове куле, на истом месту може се видети и озидани канал са масивном оловном цеви који пролази кроз темељ бедема. То је део водоводног система којим је снабдеван каструм.
Са становишта заштите споменика културе локалитет у Римској дворани је најуспелије решење за трајно чување без конзерваторских интервенција и презентацију археолошких остатака и њихово уклапање у савремену архитектуру града.
Римска дворана је јединствен простор са археолошким локалитетом in situ и лапидаријумом који чине скулптуре, жртвеници, стеле и друга камена пластика која потиче са тла Сингидунума и подунавског дела провинције Горње Мезије, настала у периоду II-IV века. Антички амбијент Римске дворане репрезентативно је место окупљања наших суграђана у којем се свакодневно одржавају бројни културни програми.

### Вукова сала
Налази се на првом спрату Библиотеке и права је мала галерија уметничких слика посвећених Београду. Назив је добила по централној слици – портрету Вука Караџића, рад Бете Вукановић.
Око овалног стола може се окупити 20 учесника, а на полукружном нивоу се налази још 20 места за седење. Сала се користи за конференције за новинаре, семинаре, предавања, представљања књига и сл.

### Читаоница Одељења уметности
Налази се на другом спрату Библиотеке. Корисницима су на располагању 64 места за рад.
У Читаоници се, такође, одржавају програми из културе и уметности.

### Галерија „Атријум“
Галерија „Атријум“ почела је са радом 1987. године. У њој се одржавају ликовне изложбе (колективне и самосталне) реномираних страних и домаћих уметника. Поред ликовних, у Галерији се организују и књижевне и јубиларне изложбе.
До сада су у Галерији излагали Милан Коњовић, Оља Ивањицки, Васа Поморишац, Југослав Влаховић, Милан Сташевић, Слободан Сотиров, Цветко Лаиновић, Петар Омчикус, Љуба Поповић, Милорад Бата Михаиловић, Радомир Рељић, Милан Циле Маринковић, Владимир Величковић и др.
Од 2006. године Галерија је добила посебну подршку Секретаријата за културу града Београда, а формиран је и Уметнички савет Галерије.
У централном делу галеријског простора налази се подни мозаик, под називом Призренски мозаик, рад конзерватора и сликара Александра Томашевића (1921—1968).

## Организациона структура
Библиотека града Београда своју делатност обавља у оквиру организационих јединица.
Организационе јединице Библиотеке града Београда су:
1. Библиотека града Београда;
2. Тринаест библиотека на територији градских општина, са огранцима.

### Општинске библиотеке у саставу БГБ
1. Библиотека „Јован Дучић” – Барајево
2. Библиотека „Доситеј Обрадовић” – Вождовац
3. Библиотека „Петар Кочић” – Врачар
4. Библиотека „Илија Гарашанин” – Гроцка
5. Библиотека „Вук Караџић” – Звездара
6. Библиотека „Свети Сава” – Земун
7. Библиотека „Деспот Стефан Лазаревић” – Младеновац
8. Библиотека „Вук Караџић” – Нови Београд
9. Библиотека „Миодраг Булатовић” – Раковица
10. Библиотека „Исидора Секулић” – Савски венац
11. Библиотека „Милован Видаковић” – Сопот
12. Библиотека „Ђорђе Јовановић” – Стари град
13. Библиотека „Лаза Костић” – Чукарица

### Одељење посебних фондова
Одељење посебних фондова чине: Фонд периодике, Завичајни фонд и Фондови дечјих одељења.

### Дечја одељења
Дечја одељења Библиотеке града Београда налазе се у два физички одвојена објекта:
1. Библиотека „Чика Јова Змај“ у Змај Јовина 1 на међуспрату,
2. Библиотека „Невен“ у Дому синдиката, на 1. спрату.

Дечје одељење постоји од када и Библиотека града Београда – од 1931. године.
Данас Дечја одељења Библиотеке града Београда имају око 10.000 чланова и фондове од око 60.000 наслова. Одељења имају развијену програмску активност и активан рад са децом. Неки од сталних програма Одељења су: И ја бих да читам, Школа шаха, Занимљива географија, Животне вредности, Еколошка радионица, Напиши своју причу...
Пројекат Тајна, Дечјег одељења Змај, проглашен је на Библионету 2009 за најбољи библиотечки пројекат библиотека у Србији 2006 – 2009. Пројекат Књига је галерија слика презентован је на 75. ИФЛА Конгресу у Милану, у форми постер-презентације.
Такође, и две општинске библиотеке – Ђорђе Јовановић, Стари град и Илија Гарашанин, Гроцка – имају своја посебна дечја одељења са развијеним програмским активностима.

## Каталози Библиотеке града Београда
Фондови Библиотеке града Београда се могу претраживати уз помоћ три каталога: ауторског, УДК и предметног каталога.
Формалне информације о публикацијама пружа ауторски каталог, док су друга два тзв. стварни каталози. Називају се стварним јер представљају фонд са садржинског аспекта.
Од 1988. године каталози Библиотеке града Београда се израђују у електронској форми, а од 2006. године су претраживи преко интернета.
- Ауторски каталог Библиотеке града Београда – пружа формалне информације о публикацијама,
- УДК каталог - класификује публикације према научним областима.

### Предметни каталог Библиотеке града Београда
Предметни каталог класификује фонд Библиотеке према темама којима се публикације баве.
Предметни каталог је најмлађи каталог. Почео се израђивати 1975. године. Тада су предметно обрађиване публикације из есејистике, теорије књижевности и књижевне критике. Са предметизацијом целокупног фонда се почело 1993–94. године.
Велику предметну разуђеност предметни каталог премошћава упутно-информативним системом, којим се претраживање фонда са неусвојених појмова (одредница) пребацује на усвојене.
Јединственост предметног каталога Библиотеке града чини аналитичка обрада чланака из серијских публикација и зборника.

### Електронски каталог
Фонд Библиотеке града Београда претражив је путем електронског каталога OPAC (ОПАК) који, осим претраге по задатим параметрима, има и нове функционалности. Корисницима овај унапређен електронски каталог пружа јединствен доживљај и читав спектар нових онлајн услуга: 
- приказ корица и опис садржаја публикације,
- креирање профила члана,
- увид члана у историјат задужења и статус чланарине,
- прављење полице са жељеним насловима,
- увид у доступност резервисаних наслова и резервацију истих,
- аутоматске имејл подсетнике за враћање књига и продужење чланарине,
- могућност оцењивања наслова.

Приказ дигиталних извора у БИСИС 5 електронском каталогу остварује се кликом на жељени запис у е-каталогу, где се отвара интегрисан преглед дигиталног објекта који омогућава листање, претрагу у тексту, увеличавање страница и даље дељење објекта за упоредни преглед. Приказ и дељење дигиталних објеката добија се употребом III F стандарда, који користи Европеана и водеће установе у свету. На овај начин дигиталне колекције постају прегледиве путем е-каталога. Библиотекари кроз администрацију електронског каталога OPAC, креирају колекције, обавештења, приказ локација и културних дешавања које су у директној вези са мобилном апликацијом.

## Дигитализација
Један део специфичне грађе која се чува у оквиру фонда Библиотеке града Београда је дигитализован и у слободном је приступу у оквиру Дигиталне БГБ. Онлајн се може приступити следећим колекцијама:
- Завичајна колекција — библиотечка грађа посвећена Београду
- Периодика — часописи, новине и друге серијске публикације из 19. и 20. века
- Картографска грађа — Београд и Југоисточна Европа на старим географским картама од 16. до 19. века
- Колекција разгледница — старе разгледнице са мотивима Београда
- Стара и ретка библиотечка грађа — културна добра од изузетног и великог значаја, штампана до 1800. односно до 1867. године
- Изложбе Библиотеке града Београда

## Издавачка делатност Библиотеке града Београда
У оквиру своје издавачке делатности Библиотека града Београда се бави објављивањем књига, брошура, каталога и осталог материјала неопходног за одвијање других програмских активности (проспекти, програми за изложбе и концерте, пратеће брошуре, позивнице, плакати. итд). Програмска оријентација Библиотеке града Београда усмерена је ка стручним издањима везаним за библиотекарство, библиографско-истраживачки рад БГБ, историју, културну и пословну прошлост Београда као и српску књижевност у најширем смислу те речи.

### Најзначајнија издања
- Ilić-Agapova, Marija (2002). Odabrani radovi. Београд: Библиотека града Београда. ISBN 86-7191-047-4.
- Илић-Агапова, Марија (2003). Јавне Библиотеке. Београд: Библиотека града Београда. ISBN 86-7191-051-2.
- Амброзић, Катарина (2006). Ристо Стијовић : (1894-1974). Београд: Библиотека града Београда. ISBN 86-7191-092-X.
- Сликарево перо : писма Уроша Предића. Београд: Библиотека града Београда. 2007. ISBN 978-86-7191-133-7.
- Симоновић, Риста (2007). Живот и књижевно дело Борисава Станковића. Београд: Библиотека града Београда. ISBN 978-86-7191-131-3.
- Радуловић, Јован (2007). Зрна из плеве. Београд: Библиотека града Београда. ISBN 978-86-7191-124-5.
- Књижевно дело Владана Деснице : зборник радова поводом 100-годишњице рођења. Београд: Библиотека града Београда. 2007. ISBN 86-7191-102-0.
- Софронијевић, Мира (2009). Даривале су своме отечеству : племените жене Србије. Београд: Библиотека града Београда. ISBN 978-86-7191-172-6.

### Књиге о Београду
- Илић-Агапова, Марија (1933). Илустрована историја Београда. Београд: Библиотека Општине града Београда. – издање поводом 125-годишњице ослобођења Београда
- Београд, стварност и визије : у сусрет XXI веку. Београд: Библиотека града Београда. 1993.
- Костић, Миливоје (1994). Успон Београда : послови и дани трговаца, привредника и банкара у Београду XIX и XX века. Београд: Библиотека града Београда. ISBN 86-7191-018-0.
- Костић, Миливоје (1994). Успон Београда 2 : послови и дани трговаца, привредника и банкара у Београду XIX и XX века. Београд: Библиотека града Београда.
- Ристић, Јован (2004). Бомбардовање Београда (1862. године). Београд: Библиотека града Београда. ISBN 86-7191-056-3. – фототипско издање књиге из фонда Библиотеке града Београда, поводом шестсто година од оснивања Београда као српске престонице (оригинално издање: Београд, Државна штампарија, 1872)
- Улице и тргови Београда 1 (A-M). Београд: Библиотека града Београда. 2004. ISBN 86-7191-066-0.
- Улице и тргови Београда 2 (Н-Ш). Београд: Библиотека града Београда. 2005. ISBN 86-7191-069-5.
- Београд над Дунавом : према европским картографским изворима XVI-XIX века (PDF). Београд: Библиотека града Београда. 2008. ISBN 978-86-7191-139-9. Архивирано из оригинала (PDF) 03. 06. 2020. г. Приступљено 25. 01. 2020.
- Београд у деветнаестом веку : из дела страних писаца. Београд: Библиотека града Београда. 2008. ISBN 978-86-7191-153-5.; Прво издање ове књиге Библиотека је објавила 1967. године
- Отмени град : Грихишвајсенбург, Алба Грека или Београд. Београд: Библиотека града Београда. 2010. ISBN 978-86-7191-194-8.
- Велмар-Јанковић, Владимир (2010). Поглед са Калемегдана. Београд: Библиотека града Београда. ISBN 978-86-6051-050-3. – репринт издања Библиотеке Општине града Београда из 1938 године[26]
- Андрић, Београд, прича. Београд: Библиотека града Београда. 2017. ISBN 978-86-7191-287-7.

### Новине Београдског читалишта
Од 1991. до 2013. године Библиотека је издавала Новине Београдског читалишта, обновљено издање чувених Новина читалишта београдског (1847–1848). Часопис је излазио у две серије. Нова серија покренута је 2005. године, почевши од броја 1 који је изашао септембра 2005, а последњи број 50-51 изашао је јануара 2013.

## Награде које додељује Библиотека града Београда
- Награда „Глигорије Возаровић” – најбољем издавачу, књиговесцу и књижару
- Награда „Марија Илић Агапова” – најбољем београдском библиотекару
- Књижевна награда „Мома Димић” – за прозно дело које на уметнички релевантан начин остварује везе са другим културама
- Награда „Душан Радовић” — за књижевност за децу и омладину у оквиру свих жанрова у претходној години
- Књижевна награда „Београдски победник” — за најбољи роман написан и објављен на српском језику у претходној години

### Награде које додељују општинске библиотеке у саставу БГБ
- Награда „Ђорђе Јовановић” – за књигу есеја и књижевне критике објављену између два међународна сајма књига у Београду, додељује Библиотека „Ђорђе Јовановић”, Стари град